# Aníbal: Enemigo de Roma
Aníbal: Enemigo de Roma es una novela de ficción histórica del escritor keniano Ben Kane, la cual da inicio a la serie dedicada al personaje de Aníbal Barca y la guerra entre Roma y Cartago durante la segunda guerra púnica.

## Argumento
Durante la primera guerra púnica, Cartago fue derrotada por las legiones romanas. Pero la amenaza cartaginesa se mantiene vigente con el surgimiento de Aníbal, un brillante general y estratega cartaginés, que logrará poner en riesgo el futuro de Roma. Esta historia narra los hecho ocurridos entre las dos potencias los inicios de la segunda guerra púnica, mientras que se desarrolla la historia de Hanno y Quinto, dos jóvenes amigos pertenecientes a imperios enfrentados que verán su amistad amenazada ante el surgimiento de esta nueva guerra.